# Xanthandrus nitidulus
Xanthandrus nitidulus är en tvåvingeart som beskrevs av Fluke 1937. Xanthandrus nitidulus ingår i släktet malblomflugor, och familjen blomflugor. Inga underarter finns listade i Catalogue of Life.